# Линейный батальон

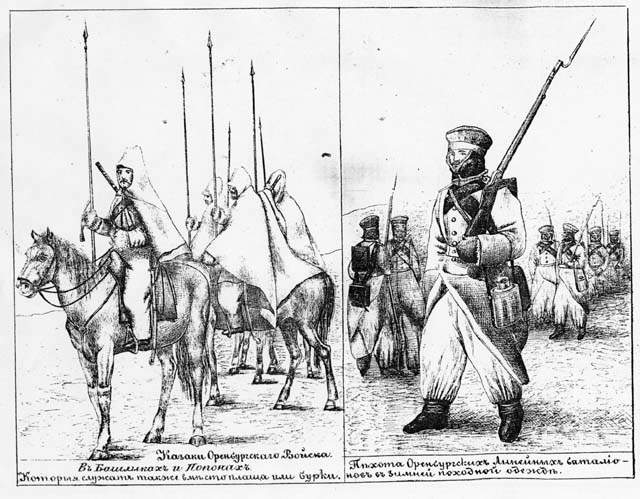
М. И. Иванин, Описание зимнего похода в Хиву 1839 — 1840 годов, казаки оренбургского войска, в башлыках и попонах которые служат также вместо плаща или бурки, и пехота Оренбургских линейных батальонов в зимней походной одежде, 1874 год.

Памятная доска в Хабаровске. В 1858 году на этом месте солдаты 13-го линейного Сибирского батальона основали пост «Хабаровка»

Линейный батальон — формирование (воинская часть, отдельный батальон) Русской Императорской армии, расквартированное в гарнизоне на линии границы России с сопредельными государствами и территориями.
В конце XIX века в связи с ликвидацией пограничных укреплённых линий линейные батальоны были расформированы.
Употребление словосочетания линейные батальоны по отношению к современным формированиям вооружённых сил является неправильным.

## История
Линейные батальоны начали формировать в 1803 году. Первые четыре батальона были сформированы на оренбургской границе. На протяжении большей части XIX века они были основным типом русской пехоты на окраинах России (в Финляндии, Средней Азии, Сибири и на Кавказе). Линейные батальоны были особой категорией войск; они не входили в стратегические расчёты командования на случай войны, не предназначались для передислокации, а были предназначены для усиления прикрытия рубежей империи в труднодоступных местах. Служба в них была очень трудна и непрестижна для столичных офицеров по сравнению со столичным и другими гарнизонами.
В 1811 году 62 гарнизонных батальона были упразднены и обращены на сформирование 11 новых полков и 40 внутренних гарнизонных или губернских полубатальонов, а позднее батальонов, в состав которых вошли также и губернские роты. Прежние гарнизонные полки и батальоны сохранены были лишь на Оренбургской линии, на Кавказе и в Сибири, где они впоследствии отчасти были переименованы в линейные, отчасти переформированы в местные войска.
К середине XIX века в строю находилось 84 линейных батальона:
- 18 грузинских;
- 16 черноморских;
- 13 кавказских;
- 10 оренбургских;
- 15 сибирских;
- 12 финских.

Оренбургские и сибирские батальоны были сведены в две дивизии, а все прочие, кроме черноморских, — в бригады. По штату 1833 года линейный батальон насчитывал 920 солдат, 20 унтер-офицеров и 4 офицера (в обычном полковом пехотном батальоне при той же численности солдат насчитывалось 96 унтер-офицеров и 16 офицеров).
Общее число линейных батальонов многократно изменялось. На границе XIX—XX веков батальоны четырёхротного состава несли службу в трёх округах, сопредельных с азиатскими границами, их насчитывалось 37:
- 20 в Туркестане;
- 7 в Западной Сибири;
- 10 в Восточной Сибири.

Линейные батальоны в каждом округе имели особую нумерацию. Большая часть линейных батальонов в Туркестане и Западной Сибири были сведены в пять линейных бригад.
Туркестанские линейные батальоны ведут начало с 1804 года. В 1867 году образовался Туркестанский военный округ, куда вошли 9 оренбургских и 33 сибирских линейных батальона.
Цвета знамён линейных полков (1883—1914): алое полотнище со светло-синей каймой и светло-синим шитьём.
Среди офицеров служба на отдалённых границах считалась трудной и (за исключением Кавказа) не слишком престижной. Рядовыми в линейных батальонах с правом выслуги чинов побывали Т. Г. Шевченко, Ф. М. Достоевский и многие другие.
Малоуспешные ученики кадетских корпусов (окончившие их по 4-му разряду и не достигшие 19 лет) выпускались после первого специального класса прапорщиками в линейные батальоны. В 1853—1861 годах в линейные батальоны попали 4 % выпускников общевойсковых учебных заведений.
Особые климатические условия (жара днём, ночью холод, даже летом, безводье и пески пустынь) делали военную службу для личного состава линейных батальонов исключительно тяжёлой. В связи с этим в ТуркВО офицерам разрешили вместо мундиров носить лёгкие летние кителя, солдатам — красные кожаные шаровары для защиты от укусов скорпионов. Именно в линейных батальонах ТуркВО впервые в Русской Армии была введена гимнастёрка, для повседневного ношения, то есть на русскую полотняную косоворотку, выдававшуюся солдатам для занятий гимнастикой, прикрепили погоны и разрешили носить её вместе с поясным и плечевыми ремнями снаряжения и в строю, и вне строя. Для защиты от палящего солнца выдавалось кепи с белым чехлом и полотняным назатыльником. Также для солдат уменьшили количество и ширину ремней снаряжения, вес ранцев и сум.
В конце XIX века в связи с ликвидацией пограничных укреплённых линий линейные батальоны были расформированы.

## Галерея

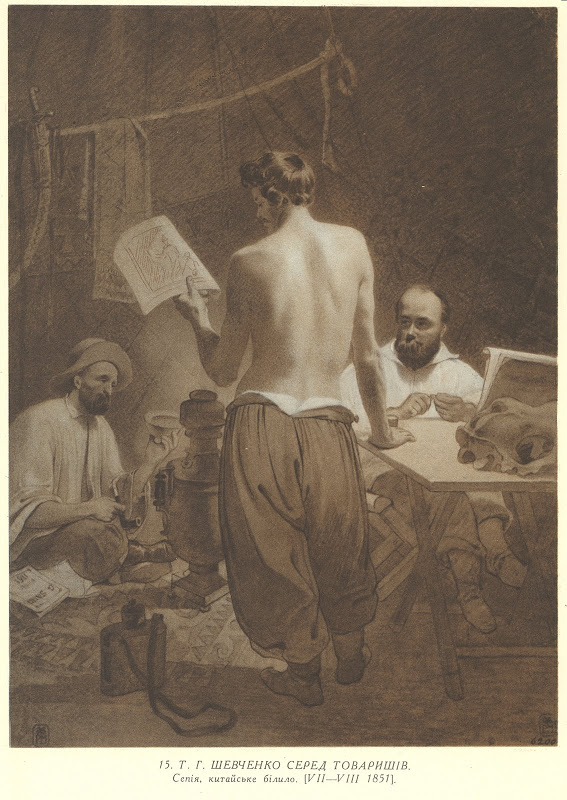
Военнослужащие линейной части, в Каратауской экспедиции, на рисунке Т. Г. Шевченко — «Шевченко среди товарищей», 1851 год.
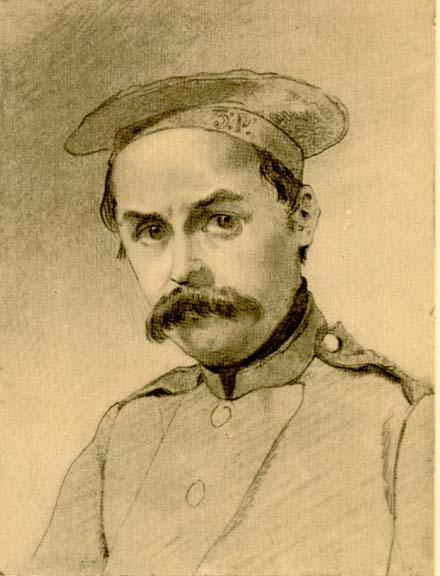
Солдат отдельного линейного батальона, Русской армии, 1847 год. Рисунок Тараса Шевченко.
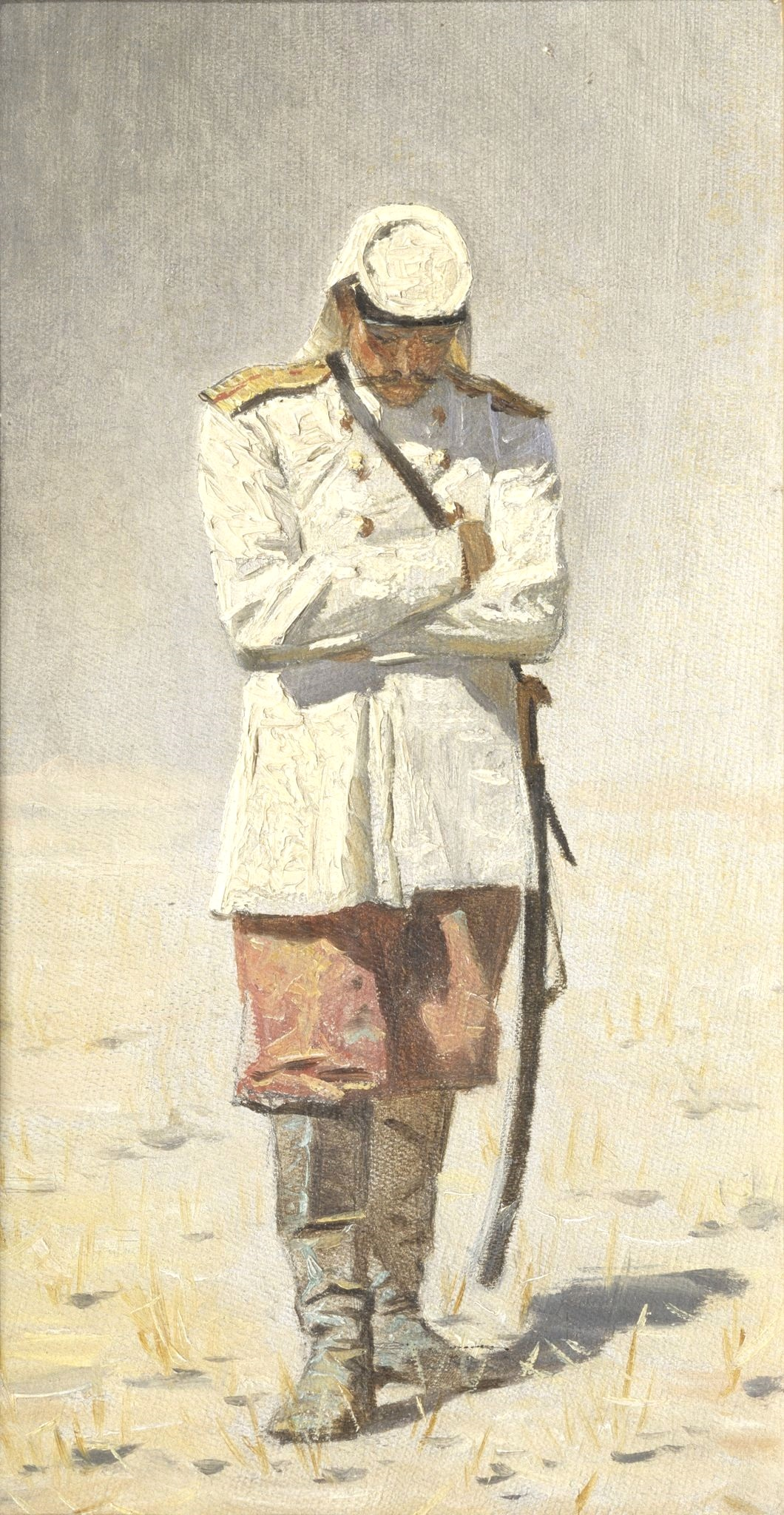
Офицер линейных батальонов в кителе.
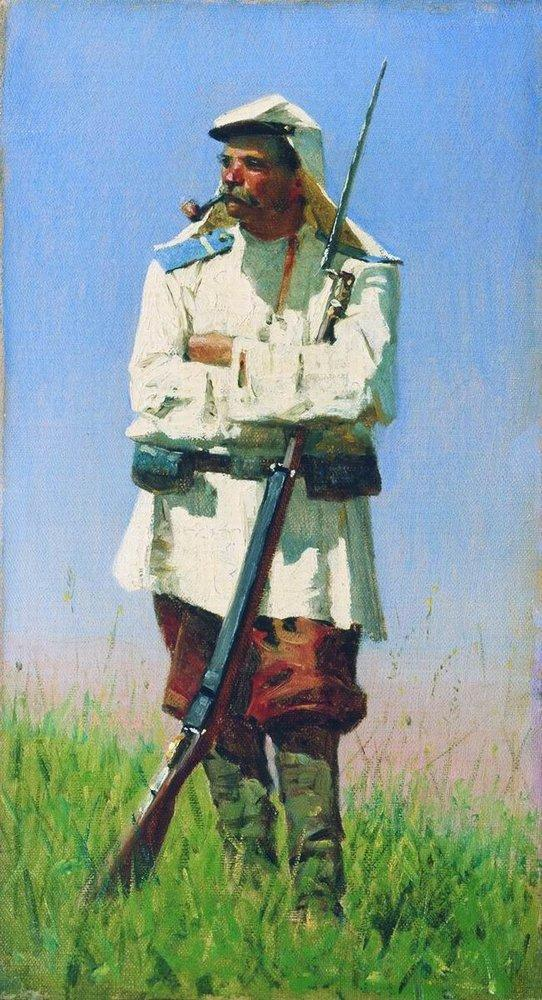
Ефрейтор Туркестанских линейных батальонов в гимнастёрке.
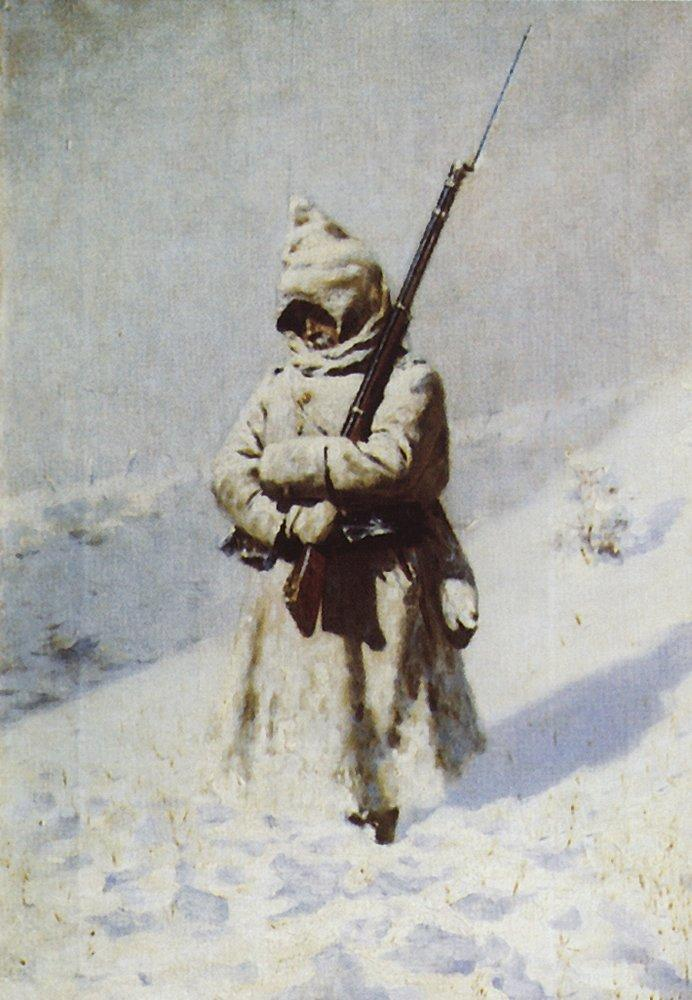
Русский пехотинец линейных батальонов в шинели с башлыком, в походе, 1877 — 1878 годов.
Памятник основателю Хабаровска капитану Я. В. Дьяченко, командиру 13-го Сибирского линейного батальона.
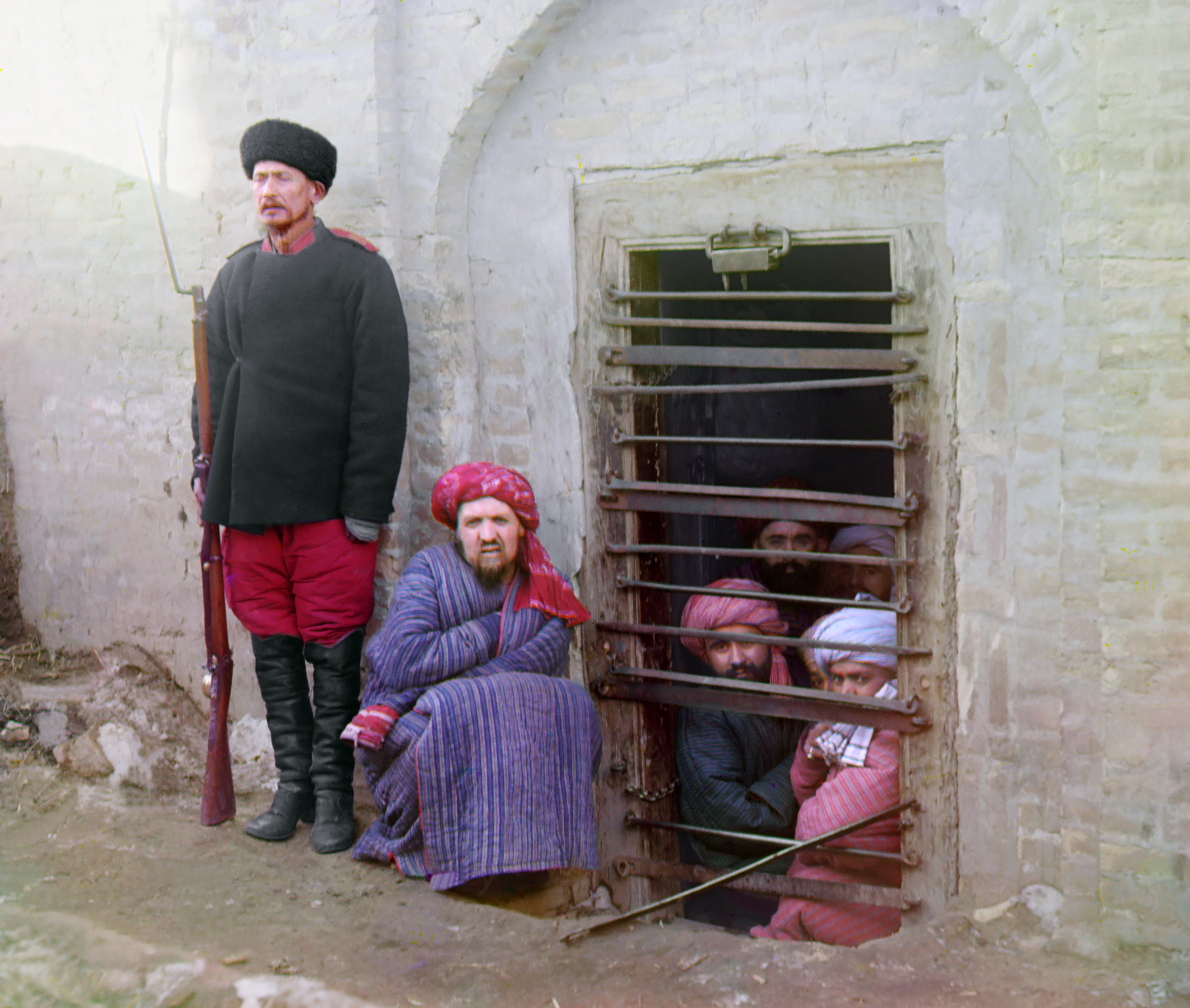
Часовой одетый в форму линейного батальона у зиндана, Бухара, 1915 год.